# Tamerville
Tamerville település Franciaországban, Manche megyében. Lakosainak száma 693 fő (2022. január 1.). Tamerville Valognes, Huberville, Montaigu-la-Brisette, Saint-Germain-de-Tournebut, Saint-Joseph és Saussemesnil községekkel határos.

## Népesség
A település népessége az elmúlt években az alábbi módon változott:
| Lakosok száma | 530  | 479  | 553  | 580  | 663  | 652  | 659  | 678  | 688  | 693  |
|               | 1968 | 1982 | 1990 | 2006 | 2013 | 2015 | 2017 | 2019 | 2020 | 2022 |